# Adunarea Națională Maghiară de la Cluj din 22 decembrie 1918
Adunarea Națională Maghiară de la Cluj din 22 Decembrie 1918 a reprezentat  o Adunare Națională a maghiarilor din Transilvania cu participarea unor social-democrați români și a unor șvabi din Banat, realizată la Cluj ca o replică la Marea Adunare Națională de la Alba Iulia din 1 decembrie 1918. Obiectivul propus adunăriii populare respective a fost acela de aderare la proiectul de rezoluție al Consiliului Național Maghiar din Transilvania, proiect care avea în vedere menținerea teritoriului transilvănean în cadrul frontierelor Republicii Ungare.

## Context
Organizarea acestei adunări a venit pe fondul frustrării autorităților maghiare clujene și a maghiarilor din Transilvania, apărute ca urmare a neinvitării maghiarilor și sașilor la Adunarea de la Alba Iulia, unde s-a decis soarta Transilvaniei de către majoritatea etnică românească fără consultarea comunității maghiare. Adunarea a fost percepută astfel ca exclusivistă. Cu toate acestea, în perioada respectivă în rândul sașilor, intenția aderării la ideea Unirii Transilvaniei cu România a căpătat consistență și la 15 decembrie 1918 la Mediaș, o  Adunare  națională a Germanilor din Transilvania și Banat a aprobat printr-o declarație, decizia românilor de a se uni cu Regatul României.
De asemenea, alegerea Clujului ca și loc de desfășurare al unei încercări de autoconservare și relansare politică și istorică a fost făcută în contextul în care, de numele capitalei Transilvaniei se leagă evenimente și personalități scocotite ca fiind, de referință pentru cultura și istoria statului ungar.

## Premise

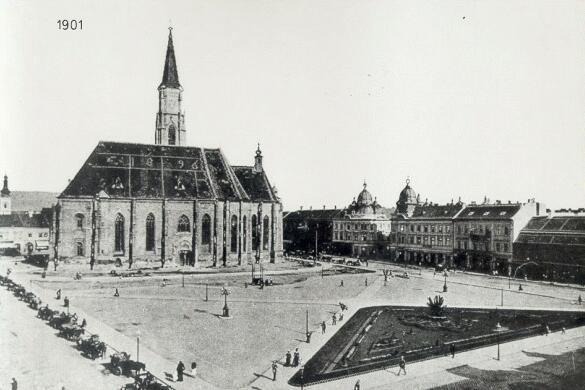
Piața Regelui Matia din Cluj (astăzi Piața Unirii), în 1901

Scopul adunării a fost acela ca aceasta să adere, la proiectul de rezoluție al Consiliului Național Maghiar din Transilvania, proiect care stipula menținerea Transilvaniei în cadrul frontierelor statului ungar.
Tot în proiect, Adunarea de la Cluj urmărea să imite unele aspecte ale Adunării precedente de la Alba Iulia. Astfel, delegații veniți au sosit cu „scrisori de împuternicire” (în maghiară megbizólevél), corespunzătoare crediționalelor de la Alba Iulia. Locul ales pentru desfășurare a fost Piața Regelui Matia (în maghiară Mátyas Király tér, actual Piața Unirii). Palierul participanților a inclus diverse organizații obștești care reprezentau unele categorii sociale și profesionale, de la agricultori din Transilvania propriuzisă, Banat, Crișana și Cîmpia Maghiară, la intelectuali.
În data de 20 decembrie 1918, Comisariatul Guvernamental pentru Ungaria de Răsărit a primit din partea Consiliului Dirigent, asigurări precum că acesta nu va împiedica în nici un fel libertatea de expresie a populației maghiare. Generalul Traian Moșoiu a protestat însă față de inițiativa de origanizare a adunării și a amenințat că va utiliza artileria pentru a o împiedica. De asemenea, la 21 decembrie la Cluj au început să sosească note telefonice sau telegrafice precum și anunțuri din parte Consiliilor Naționale Maghiare din localitățile în care intrase Armata României, precum că delegații acestora nu pot participa la adunare, deoarece noile autorități militare locale nu le-au permis deplasarea la Cluj.

## Desfășurare
Situația fiind nesigură și timpul scurt, nivelul adunării nu s-a ridicat la nivelul celei de la Alba Iulia, numărul celor prezenți în piață putând fi estimat după cele mai multe surse, la circa 12-15.000 de oameni. Conform istoricului Zoltán Szász⁠(hu)[traduceți] cifra s-a ridicat la 40.000, în timp ce alte surse ridică cifra la 50.000.

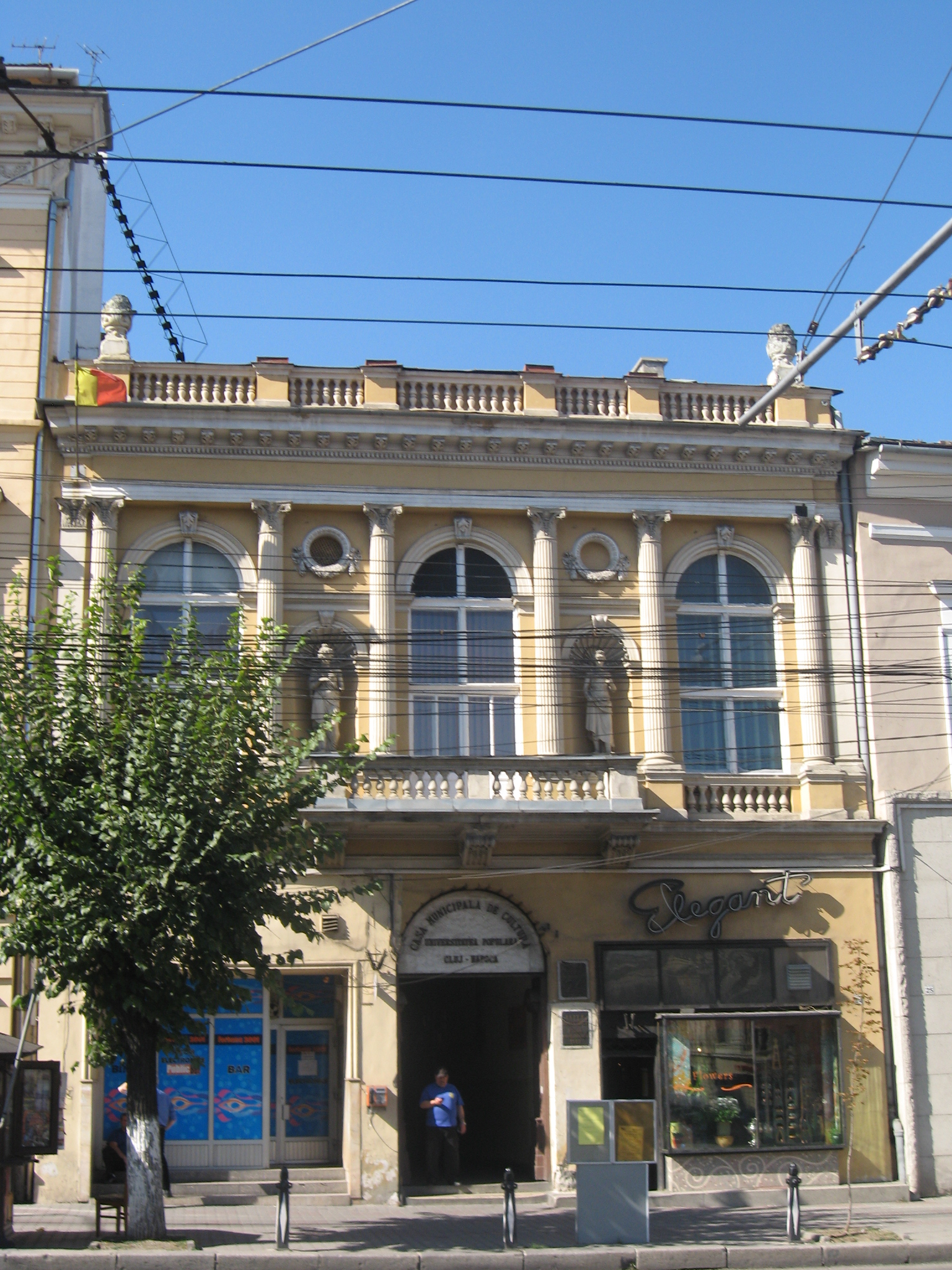
Fostul sediu al Corporației Industriașilor din Cluj

Cât timp în Sala Mare a sediului Corporației Industriașilor delegații veniți au dezbătut și au adoptat proiectul de rezoluție, în piață au intrat coloane din cîte 1.500-1.800 de oameni care purtau steaguri roșii și tricolore maghiare și doreau, în concepția lor, să exprime voința „poporului Ungariei de Răsărit, de patru milioane de suflete”. În jurul orei 10 s-a intonat în piață imnul național maghiar și ulterior, fanfara muncitorilor feroviari a intonat Marseilleza. Ulterior, tot în piață au fost cântate alte cântece naționale maghiare.

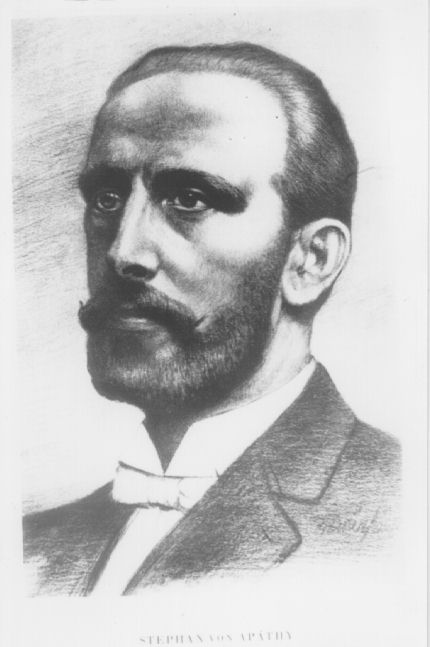
Profesorul István Apáthy

Sufletul adunării a fost profesorul universitar de zoologie István Apáthy, desemnat de către Guvernul Károlyi drept Comisar General al Ungariei de Răsărit. Discursurile care s-au rostit în piață au acoperit o gamă largă de teme, de la menținerea unui stat unificat până la apărarea drepturilor lucrătorilor. Astfel, succesiv adoptării proiectului de rezoluție de către delegații sosiți, acest proiect a fost citit mulțimii din piață de către social-democratul Sándor Vincze, vicepreședinte al Consiliului National Maghiar și Secuiesc. Printr-un discurs în care a vorbit despre unitatea geografică, istorică și economică a Ungariei, profesorul István Apáthy s-a dovedit a fie cel mai înflăcărat orator. Pe lângă cei doi, au mai vorbit mulțimii și socialiștii români Sava Ștrengar Demian și Gheorghe Averescu. Ultimul, originar din Regat, și-a ținut cuvântarea în limba română, propunând proclamarea Transilvaniei ca republică independentă și organizarea ei după modelul cantonal elvețian. În concepția sa, aceasta ar fi urmat să fie o soluție de reconciliere dintre români și maghiari. Conform istoricului Cristian Sandache și Sava Demian a vorbit adunării tot în limba română.

## Rezoluția
Proiectul de rezoluție de la Cluj a reflectat principiile politice ale guvernului Mihály Károlyi și s-a apropiat mai mult de stilul unei declarații solemne decît de un program politic de perspectivă, dovedindu-se a fi succint în raport cu proiectul de rezoluție al Adunării de la Alba Iulia.
Obiectivele sale au fost menținerea unității politice și economice a Ungariei istorice, autodeterminarea naționalităților în sistem cantonal și menținerea formei republicane de guvernămînt. De asemenea, rezoluția a reafirmat rolul conducător al Consiliul National Maghiar si Secuiesc de la Cluj.

## Consecințe

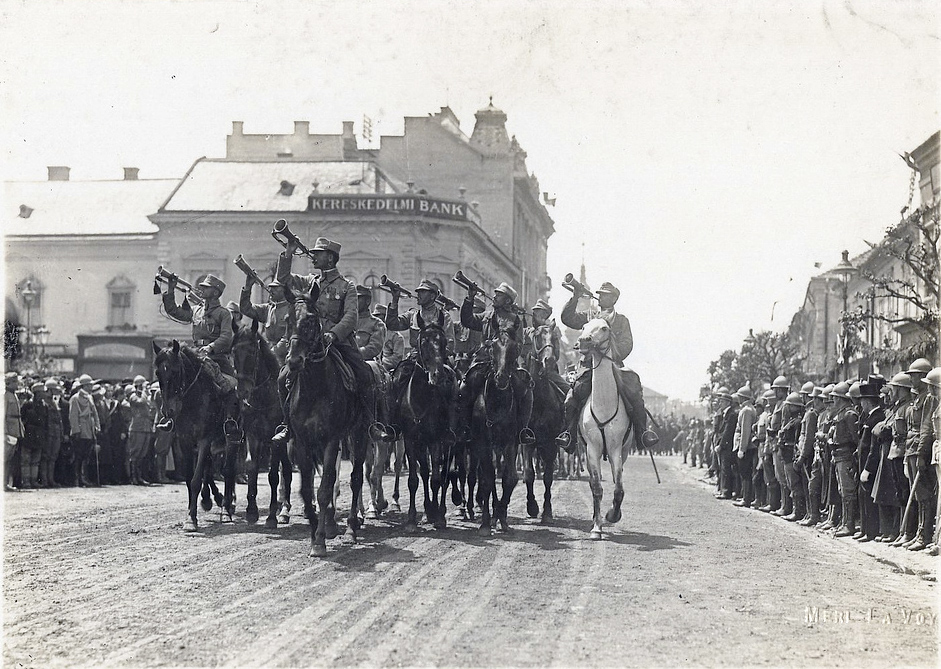
Intrarea Regimentului 16 Dorobanți „Fălticeni” în Cluj în 1918

Conform istoricului Cristian Sandache, adunarea de la Cluj a atestat faptul că a existat și un alt punct colectiv de vedere față de Transilvania, în afară de cel românesc sau al germanilor ardeleni. Cu toate acestea, deși evenimentul a reafirmat loialitatea  maghiarilor transilvăneni pentru Ungaria, realitățile în cea mai mare parte a Transilvaniei a fost însă altele, iar la 24 decembrie, trupele române au intrat în Cluj.
Cu siguranță că maghiarii nu au acceptat și nu aveu cum să fie de acord cu pierderea Ardealului de către statul ungar. Tema care a stat la baza organizării Adunării clujene, reprezentată de faptul că la Alba Iulia s-a luat o decizie pentru întreaga Transilvanie fără consultarea comunității maghiare, a fost repusă pe tapet ulterior, ori de câte ori delegația maghiară prezentă la Conferința de Pace de la Paris din 1919 și mediile diplomatico-informaționale din Ungaria au avut ocazia.